# キボシマルウンカ
キボシマルウンカ Ishiharanus iguchii はカメムシ目マルウンカ科の昆虫の1つ。丸くて黄色い体に黒斑があり、ある種のテントウムシによく似ている。

## 特長

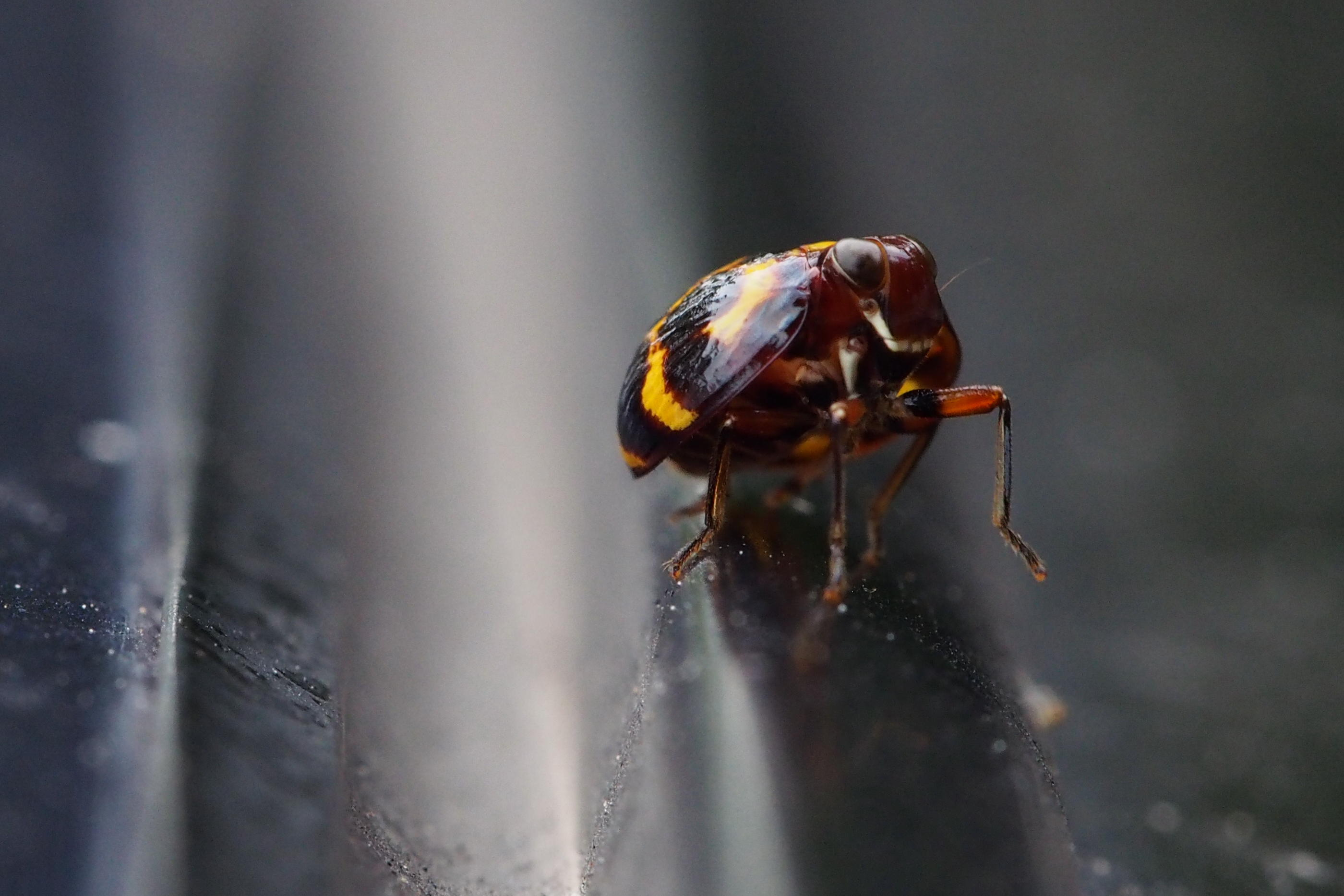
やや正面から

黄色い体に黒斑のある、ある種のテントウムシに似て見える昆虫。概形は半球形で、背面は『美しい』橙黄色の地に黒褐色の大きな斑紋がある。体長は5mm程度。頭部は暗褐色で頭頂部が多少陥没したようになっている。複眼も顔面も暗褐色で光沢があり、その後ろに1本の黄色い横帯がある。頭楯は黒褐色で触角は淡黄褐色。前胸背板は暗褐色で前後にごく短い。小楯板と前翅はいずれも『美しい』橙黄色を地色としており、光沢があって前翅には厚みもあり、甲虫のようにも見える。前翅には基部と先端部分に暗褐色の部分がある他、中央に黒斑の列があり、その基部側のものは左右それぞれに3個が横並び、先端近くの方は2個横並びになっている。体の下面は主に黄褐色だが腹部は暗褐色部が多い。歩脚は主として黄褐色だが前脚と中脚では脛節と跗節の前側が黒褐色になっている。また後脚の脛節の外側先端近くに数個の棘がある。
本種を含むマルウンカ類はその丸い概形がテントウムシ類によく似ており、テントウムシが苦い液を分泌することから、一種の擬態だろうと考えられる。本種の場合、黄色い地色に黒く丸い斑紋がある様子は、特にトホシテントウによく似ている。ただし触れようとするとすぐに跳躍するのは、やはりウンカである。

## 分布
本州、四国、九州,および対馬に分布し、平地から山地の森林に生息する。個体数は多くない。国外では中国南部からも知られる。ナガバヤブマオによく発生し、宿主植物はこれを含めてイラクサ科のものである。

## 類似種など
マルウンカ Gergithus variabilis は概形は本種とよく似ていて、色彩には様々な変異があるが、普通は淡褐色から暗褐色の地色のもので、本種とはその色彩や斑紋で混同することはない。この種の方が遙かに普通種である。これに近縁の種はサツママルウンカ G. satsumensis やオキナワマルウンカ G. okinawanus があり、いずれも鹿児島以南、沖縄と本種とは分布がほとんど重ならない。形態的な差はマルウンカとの間ではごく小さい。
なお、本種は元々はマルウンカと同属として Gergithus iguchii の名で記載され、その後に今の属に移されたものである。そのためにマルウンカとの間の形態の差はやや大きく、頭部の前端が突出せずに滑らかである点などで異なる。